# 張本謨
張本謨，贵州六枝人，清末政治人物，同進士出身。
光緒二十四年（1898年）戊戌科進士，三甲一百六十六名，同年五月，著交吏部掣签分发各省，以知县即用。后官安徽天長縣知縣。